# Sklabiňa
Sklabiňa je obec na Slovensku v okrese Martin ležící na úpatí Velké Fatry.

## Geografie
Obec se nachází v nadmořské výšce 484 metrů a rozkládá se na ploše 11,069 km². K 31. prosinci roku 2017 žilo v obci 625 obyvatel.

## Historie
První písemná zmínka o obci pochází z roku 1242. Při přípravách Slovenského národního povstání se Sklabiňa s okolím stala střediskem partyzánského hnutí. Byl zde štáb důstojníka Rudé armády, partyzánského velitele P. A. Veličky. V té době zde došlo k hromadné vraždě 140 lidí. Po příchodu Němců (30.září 1944) pak bylo internováno 144 osob, z toho 24 občanů byl zavražděno a 7 občanů zahynulo. Ve vesnici je pomník se symbolickým náhrobkem a sochou partyzána od R. Hornáka, na hřbitově je společný hrob, ve kterém je pohřbeno 24 padlých a umučených občanů obce.